# وداد عرفي
وداد عرفي (بالإنجليزية:Wadad Orfi Or Widad Orfa
)، (18 يوليو 1900 - 3 مارس 1969)، هو كاتب وممثل ومخرج مصري من أصل تركي.

## حياته الفنية
ممثل ومخرج من أصل تركي، بدأ حياته الفنية في بلاده ثم سافر إلى فرنسا وقضى فيها عدة سنوات، وجاء إلى مصر ليشارك في أنشطة مسرحية وسينمائية. عُرف وداد عرفي ككاتب وممثل ومخرج، حيث أخرج أفلام (ليلى، تحت سماء مصر، مأساة الحياة)، وفي عام 1933 عاد إلى بلاده ليستانف نشاطه هناك. توفي في عام 1969.

## قائمة أعماله

### تمثيل
- غادة الصحراء - 1929 - (على بن زيد)
- مأساة الحياة - 1929
- جهنم في الرمال - 1929
- فاجعة فوق الهرم - 1928 - (سليم)
- ليلى - 1927 - (الشيخ أحمد)

## تأليف
- غادة الصحراء - 1929 - (مؤلف)
- مأساة الحياة - 1929 - (قصة وسيناريو وحوار)
- ليلى - 1927 - (قصة وسيناريو وحوار)

## إخراج
- غادة الصحراء - 1929
- مأساة الحياة - 1929
- الضحية - 1928
- تحت سماء مصر - 1928
- ليلى - 1927 - (مخرج)
- فيلم نداء الرب - 1926 - (إخراج وتمثيل)

## وصلات خارجية
- وداد عرفي على موقع الدهليز
- وداد عرفي على موقع قاعدة بيانات الأفلام العربية
- صفحة الممثل على موقع السينما
- صفحة الممثل على قاعدة بيانات الأفلام على الإنترنت